# Bibliai arámi nyelv
Bibliai arámnak a Dániel könyvében, Esdrás könyvében, valamint a Bibliában még néhány helyen elszórtan előforduló arámi nyelvű szövegegyüttest nevezzük. A terminus kizárólag a bibliai szövegekre vonatkozik. A korábbi irodalomban szokás volt káld vagy káldeus nyelv (chald, chaldeus) néven is említeni, de elfogadott a birodalmi arám megnevezés is, bár ez utóbbi azt a nagyobb csoportot jelenti, melynek a bibliai arám csak része. Nem tévesztendő össze a héber Biblia későbbi arám fordításával, a Targummal, sem az Újszövetség korában beszélt arámi nyelvvel.

## Elhelyezés és datálás
A bibliai arám datálása elsősorban Dániel könyvének datálási problémáihoz kötődik, tehát csak részben nyelvészeti kérdés, így i. e. 600 és 200 (170) között változik. Pusztán nyelvészeti szempontból azonban a szövegek jól illeszkednek az i. e. 600-330 közötti birodalmi arám szövegek (például az Elephantinei papiruszok) közé és közelebb állnak hozzájuk, mint az időben rájuk következő Targumokhoz.
Az arámi nagyjából az i. e. 8. században vált a Közel-Kelet közvetítőnyelvévé. Nyolc évvel Izráel elhurcolása (i. e. 701) után, Jeruzsálem ostromakor Ezékiás király tárgyalásokat folytat Szénakherib asszír király követeivel. A bibliai leírásból (2Királyok 18:26), melyben a zsidók arra kérik az asszír követeket, hogy ne héberül, hanem arámul beszéljenek a nép előtt, kiderül, hogy az arám már egyértelműen a kor diplomáciai nyelve, de a lakosság körében még nem terjedt el.
I. e. 586-ban Nabukodonozor lerombolja Jeruzsálemet és fogságba hurcolja a nép nagy részét, elsősorban a vezető réteget. Ez alatt a 70 éves száműzetés alatt vált az arám az elhurcolt zsidóság második nyelvévé, ugyancsak ekkor történt az eredeti óhéber írás cseréje a kvadrát vagy arámi írásra. A hagyományos álláspont szerint ebből a korszakból és környezetből származnak Dániel könyvének arámi részei.
Babilon elfoglalása után az arámi a Perzsa Birodalom egyik nyelve lesz, majd i. e. 500-ban I. Dareiosz a birodalom nyugati részének államnyelvévé teszi. Ehhez a korhoz és réteghez tartoznak Ezra könyvének arámi részei.

## A korpusz
A korpusz nagyon kicsi (körülbelül 250 vers a több mint 23 000 közül), így nagyon mély következtetések levonására nem alkalmas. A két nagyobb egység (Dániel és Esdrás) nyelvezete azonban még így is jól elkülönül, egymástól eltérő nyelvállapotokat mutat. Arra, hogy ezek a részek miért arámul kerültek a szövegbe, azokat az egyébként csak a szövegek egy részére igaz tautológikus magyarázatokat leszámítva, hogy eredeti dokumentumokról van szó, máig nincs általánosan elfogadott magyarázat (bővebben lásd az egyes könyveknél).
- 1Mózes 31:47 – A Lábán és Jákób közötti szövetségkötés emlékére emelt emlékoszlop és hely arám neve: יְגַר שָׂהֲדוּתָא Jəgar-száhadútá[3]
- Jeremiás 10:11 – Egy mondat a héber szöveg közepén:

כִּדְנָה תֵּאמְרוּן לְהוֹם אֱלָהַיָּא דִּי שְׁמַיָּא וְאַרְקָא לָא עֲבַדוּ יֵאבַדוּ מֵאַרְעָא וּמִן תְּחוֹת שְׁמַיָּא אֵלֶּה׃
Kidná témrún ləhóm: Eláhajjá, di smajjá vəarqá lá avadú, jévadú méará úmin təchót smajjá `élle!
Így szóljatok nekik: Az istenek, akik az eget és a földet nem alkották, ki fognak veszni a földről és ezek alól az egek alól!
- Dániel 2:4b–7:28
  - 2:4b-49 – Dániel első álommagyarázata Nabukodonozornak a szoborról.
  - 3. fej. – A három ifjú a tüzes kemencében.
  - 4:1-24 – Dániel második álommagyarázata Nabukodonozornak: a fa és a király büntetése
    - 25-34 – A prófécia beteljesedése, a király hétéves őrültsége, majd visszatérése a trónra.

  - 5. fej. – Belsazár lakomája, az írás a falon, Babilon eleste. (i. e. 539., Belsazár utolsó éve)
  - 6. fej. – Dániel az oroszlánok vermében (Dareiosz alatt)
  - 7. fej. – Dániel látomása a négy állatról (Belsazár első éve)
- Esdrás 4:8–6:18, 7:12–26 – a Második Templom újjáépítésével kapcsolatos i. e. 5. századi feljegyzések és perzsa levéltári dokumentumok másolatai (par`segen iggartá – levélmásolat):
  - 4:8-16 – Rehum helytartó (bəél-təém) és Simsaj kancellár/írnok (száfrá) levele a Samáriában letelepített népek nevében I. Artaxerxész Longimanushoz Jeruzsálem építése ellen.
  - 4:17-22.23-24 – A király további építést tiltó határozata; az építkezés szünetel.
  - 5:1-5 – Az építkezés újrakezdése Haggaj és Zakariás próféta hatására.
  - 5:6-17 – Tattenainak, a folyóvizen túli területek helytartójának (pachat Avar-Naha`rajim) levele II. Dareiosz Nothoszhoz.
  - 6:1-12 – Dareiosz válasza és engedélye az építkezés folytatására.
  - 6:13-18 – A rendelet végrehajtása, a templom elkészülte és felavatása.

## A bibliai arám sajátosságai
A bibliai arám a bibliai héber nagyon közeli rokonnyelve, azonban nem ugyanabba az alcsaládba tartoznak (a bibliai arám nem kánaáni nyelv). A két nyelv között szabályos hangmegfelelések állnak fenn:
- d/z -
- c/t -
- o/á -
- a hé és álef felcserélhetősége még a bibliai ortográfia szigorú szabályai ellenére is.
- hátravetett névelő (hé/álef)
- dí – az aser és gyakran a birtokos szerkezet helyett

## Írásrendszer, kiejtés
A bibliai aráminak, mivel a héber Biblia része, nincs külön írásrendszere, ugyanazokkal a kvadrát betűkkel írjuk, mint a hébert. Ugyanakkor éppen emiatt az egyetlen korai arámi szöveg, amely ki van pontozva, így ebből a szempontból unikálisnak tekinthető.
A kiejtés a hében nyelvtan szabályait követi, annyi 'lazasággal', hogy a qámec hátúf szabályos rövid o-ja helyett gyakran qámecet, azaz á-t ejtenek: Dorjáves / Dárjáves (Dárius). A másik különbség a svák lazább kezelése, általában nem szokás annyi gondot fordítani kiejtésükre, mint a héberben: səmajjá helyett csak smajjá (egek), száləqán helyett csak szálqán (feljöttek). A bibliai héberben már nem ejtett begadkefat- és torokhangok (b/β, g/γ, d/δ, t/θ; ajin) azonban a bibliai arámban kiválóan ejthetők.